# کاروانسرای دهنمک
کاروانسرای شاه عباسی (ده نمک) مربوط به دوره صفوی است و در شهرستان آرادان روستای ده نمک واقع شده و این اثر در تاریخ ۴ شهریور ۱۳۵۳ با شمارهٔ ثبت ۹۷۸ به‌عنوان یکی از آثار ملی ایران به ثبت رسیده است.